# Tour of Hainan
Tour of Hainan er et cykelløb over ni etaper som foregår i Hainan i Kina i månedsskiftet oktober/november. Det er klassificeret som 2.Pro, og er en del af UCI ProSeries.

## Vindere
| År   | Vinder             | Toer                        | Treer               |
| ---- | ------------------ | --------------------------- | ------------------- |
| 2006 | Sergej Kolesnikov  | Satoshi Hirose              | Yoshiyuki Abe       |
| 2007 | Robert Radosz      | Roman Klimov                | Pascal Hungerbühler |
| 2008 | Boris Sjpilevskij  | David McCann                | Błażej Janiaczyk    |
| 2009 | Francisco Ventoso  | Grega Bole                  | Vitalij Buts        |
| 2010 | Valentin Iglinskij | Johnnie Walker              | Aleksej Markov      |
| 2011 | Valentin Iglinskij | Reinardt Janse van Rensburg | Alexander Schmitt   |
| 2012 | Dmitrij Gruzdev    | Valentin Iglinskij          | Tobias Ludvigsson   |
| 2013 | Moreno Hofland     | Frédéric Amorison           | Tom Leezer          |
| 2014 | Julien Antomarchi  | Niccolò Bonifazio           | Andrej Zejts        |
| 2015 | Sacha Modolo       | Andrej Zejts                | Julien El Fares     |
| 2016 | Aleksej Lutsenko   | Przemysław Niemiec          | Matej Mohorič       |
| 2017 | Jacopo Mosca       | Benjamín Prades             | Emīls Liepiņš       |
| 2018 | Fausto Masnada     | Gino Mäder                  | Julien El Fares     |
| 2023 | Óscar Sevilla      | Sebastian Berwick           | James Piccoli       |
| 2024 | Aaron Gate         | Henok Mulubrhan             | Filippo Magli       |